# Геннадій Малянов
Геннадій Малянов — детектив із циклу науково-фантастичних / технотрилерів канадського письменника Карла Шредера, дія яких відбувається у недалекому майбутньому. Як правило, Малянов працює позаштатним інспектором з ядерної зброї, розслідуючи різні випадки загроз, пов'язаних з радіоактивними матеріалами.

## Огляд
Малянов — «патологічно сором'язливий український інспектор із озброєнь та антиДжеймс Бонд», «ні лихий, ні сміливий, не вбивця, не маніпулятор і навіть особливо спритний». У контексті технічного прогресу він не є ні оптимістом, ні апокаліпічним песимістом. Не дивлячись на зміни у сусрільстві та світі, Малянов наполегливо працює, щоб навести порядок, таким чином працюючи на світовий прогрес. Як сказав Шредер: «Розстріл радіоактивних верблюдів у пустелі Гобі є однією з цін, яку потрібно заплатити за наше промислове минуле, і хтось має її сплатити. Геннадій представляє ту сторону технологічного прогресу, яку ми в Науці так рідко визнаємо: він збирач сміття» або своєрідний «світовий двірник».
Геннадій Малянов — улюбленець письменника. У 2019 році Шредер написав у Twitter, що сподівається зібрати всі історії Малянова в одній книзі.

## Оповідання
«Дракон з Прип'яті», 1999
Антологія Tesseracts 8, Tesseract Books, 1999.)
Геннадій Малянов потрапляє в Чорнобильську зону відчуження, щоб розслідувати погрозу здирника прорвати укриття «саркофагу» та скинути радіоактивні відходи в річку Прип'ять . Крім того, в цьому районі ходять чутки про появу дракона .
«Олександрівська дорога», 2005
Двигун відкликання
Пошук Геннадія Малянова зниклого вкраденого урану приводить до двох викрадених радянських ядерних бомб, захованих під покинутими нафтовими вишками в Азербайджані. Номінація на премію «Аврора» за найкращий короткометражний роман у 2006 році.
«To Hie from Far Cilenia», 2008
МЕТАтрополіс: Світанок нецивілізації
Геннадій Малянов відстежує частину вкраденого плутонію для контрабанди та виявляє, що незаконні угоди здійснюються у віртуальних державах . Дія розгортається в недалекому майбутньому з передовими розробками у сфері віртуальної реальності та інформаційних мереж.
«Деоданд», 2010
Спочатку опубліковано в METAtropolis: Cascadia
У повісті «Деоданд» — це штучний інтелект (ШІ), який представляє якусь систему природи: озеро, зграю вовків тощо. Таким чином, deodands намагаються оптимізувати інтереси систем, які вони представляють. Геннадій Малянов стикається з ними під час тимчасового виступу після подій з історії Cilenia: компанія з робототехніки наймає його, щоб він з'ясував, чому їхній ШІ поводиться неправильно.
«Привид Лайки», 2010
Engineering Infinity, під редакцією Джонатана Страхана, грудень 2010 р.
Пол Кінкейд у своєму огляді антологій «Найкраще за рік» 2012 року назвав його одним із найкращих оповідань у рецензованих збірках. Він вважає це відображенням зростаючого песимізму в науковій фантастиці: [Мальянов] «виявляє, що єдині люди, готові здійснити мрію про політ в інші світи, — це застарілі залишки колишнього Радянського Союзу». Шредер не погоджується з судженням Кінкейда: у ширшому контексті оповідань дії Малянова не вичерпуються, а він лише намагається впливати на недоліки у суспілтстві.
У назві згадується Лайка — радянська собака-космонавт.
«Хелдю», 2014
Reach for Infinity, під редакцією Джонатана Страхана, травень 2014 року.
Ахілл Марсо будує в Сибіру сонячні висхідні вежі, які виробляють електроенергію, одночасно збираючи CO2 з повітря, таким чином нібито допомагаючи боротися з глобальним потеплінням, одночасно одержуючи прибуток. Однак Малянов помічає екологічну катастрофу в цьому районі. За допомогою союзника, який є сестрою Ахілла та інспектором зі зброї ООН, зловісний задум припиняється в насиченій гостросюжетною історії.
Шредер описує «Хельдю» як «мій найпесимістичніший твір про Геннадія Малянова».